# Guachinango
Guachinango es una localidad del estado mexicano de Jalisco. Es la cabecera del municipio de Guachinango.

## Toponimia
El nombre «Guachinango» proviene de los términos en náhuatl: cuauitl, árbol; chinamitl, muralla; co, lugar. Su significado es «lugar rodeado de árboles».

## Demografía
| Gráfica de evolución demográfica |
|                                  |

| Censo | Población |
| ----- | --------- |
| 1900  | 1 121     |
| 1910  | 985       |
| 1921  | 944       |
| 1930  | 1 263     |
| 1940  | 1 166     |
| 1950  | 1 297     |
| 1960  | 1 589     |
| 1970  | 1 786     |
| 1980  | 1 596     |
| 1990  | 1 735     |
| 2000  | 1 781     |
| 2010  | 1 847     |
| 2020  | 2 124     |